# Gesellschaft für Rationelle Energieverwendung
Die Gesellschaft für Rationelle Energieverwendung e. V. (GRE) war eine gemeinnützige, bundesweite agierende Organisation mit Sitz in Kassel, die von 1978 bis 2021 bestand. Sie versuchte seit ihrer Gründung zahlreiche Institutionen und Fachleute aus Wissenschaft, Wirtschaft und Umweltschutz zu vereinen. Die Gesellschaft bezweckte unter Ausschluss eines eigenen wirtschaftlichen Geschäftsbetriebes die Förderung von Maßnahmen zum Umwelt- und Klimaschutz. Die GRE beschäftigte sich insbesondere mit den Themen Steigerung der Energieeffizienz in der Gebäudenutzung, energetische Altbausanierung, Verbesserung des baulichen Wärmeschutzes im Neubau und Gebäudebestand, hochwertige und bedarfsgerechte Wärmeerzeugung unter Einbeziehung regenerativer Energieträger.
Große Bekanntheit erlangte die GRE, als unter ihrem Label bereits Anfang der 1980er Jahre die erste Version eines Energieausweises für Gebäude veröffentlicht wurde (Berechnungsverfahren Hauser/Hausladen): 
Die seinerzeit in der Gesellschaft für Rationelle Energieverwendung und ebenfalls an der Universität Kassel im Sinne von Energieeffizienz projektbezogen gemeinsam tätigen Hochschullehrer Gerd Hauser und Gerhard Hausladen entwickelten mit ihrem „Energiekennzahl-System“ von 1 bis 10 für den jeweils untersuchten wohnflächenbezogenen Energiebedarf ein Energiekennzahl-Berechnungsverfahren (bekannt auch als: „Energiepass-Methode nach Hauser/Hausladen“), führten dazu in Kassel 1993 einen Erfahrungsaustausch mit Systemnutzern z. B. aus Energieberatung und Stadtwerken durch und mit ihrer einschlägigen Forschungsarbeit zum Wärmeschutz mit dem vom Fraunhofer-Informationszentrum Raum und Bau (IRB) in 1995 veröffentlichten Titel „Energiepass: energetische Bewertung von Wohngebäuden“ gelten beide als „Väter des heutigen Energieausweises“.
Der Energieausweis ist inzwischen im Zusammenhang mit der Energieeinsparverordnung 2007 in Deutschland eingeführt worden und soll den Verbrauchern helfen, die energetischen Qualitäten eines Gebäudes einzuschätzen.
Die GRE bot mit einem regelmäßigen GRE-Kongress ein Forum, das den aktuellen Stand der politischen Vorgaben zur Verbesserung der Energieeffizienz in Gebäuden, Neuigkeiten aus Forschung und Entwicklung sowie Planungshilfen für die Praxis des energiesparenden Bauens vorstellte. Der letzte GRE-Kongress fand 2018 in Kassel statt.
Die GRE kooperierte im Bereich der Weiterbildung und Öffentlichkeitsarbeit mit der Universität Kassel, dem Zentrum für Umweltbewusstes Bauen e. V. (ZUB) und der Arbeitsgemeinschaft für zeitgemäßes Bauen e.V. (ARGE//eV oder ARGE Kiel). Gemeinsam mit dem ZUB hat die GRE auch über Jahre hinweg an der Weiterentwicklung des Energieausweises gearbeitet. Von 1986 bis 2014 war Gerd Hauser (Technische Universität München, Fraunhofer-Institut für Bauphysik) 1. Vorsitzender des Vorstandes.
Letzter Vorstand war:
- 1. Vorsitzender des Vorstandes: Andreas Holm, Forschungsinstitut für Wärmeschutz e. V. München (FIW)
- 2. Vorsitzender: Anton Maas, Universität Kassel

Die Gesellschaft für Rationelle Energieverwendung e. V. wurde mit Beschluss der außerordentlichen Mitgliederversammlung vom 20. August 2021 zum 31. Dezember 2021 aufgelöst.